# Tommaso Marzano
Tommaso Marzano (fine XIII sec. – Capua, ...) è stato un nobile italiano.
Figlio di Riccardo e Rogasia Dragone. Sposò Giovanna, figlia del fondatore del Regno Bartolomeo di Capua ed ebbe due figli, Riccardo e Goffredo. Qualche anno dopo la moglie morì e il Marzano si risposo con Simona Orsini, da cui non ebbe figli.

## Dall'ascesa al potere alla morte
Nel 1268 combatté contro Corradino di Svevia e i suoi stessi fratelli Riccardo e Roberto, al fianco di Carlo I d’Angiò. Successivamente il fratello Guglielmo, primogenito, si ammalò di una strana malattia e a Tommaso fu affidato da Carlo II d’Angiò re di Sicilia l’incarico di accudire il fratello. Agli inizi del 1300 morì la moglie di Guglielmo e, dal momento che non aveva avuto eredi, tutte le proprietà vennero trasferite al fratello Tommaso che divenne signore di Marzano, Mondragone, Baia, Formicolo, Sessa Aurunca, Sant’Angelo di Rupecanina e Rocca d’aspro.
Nel 1313 il Marzano ricevette la nomina di grande ammiraglio del Regno di Napoli da Roberto d’Angiò, carica che qualche anno dopo venne tramandata al figlio Goffredo. Combatté al fianco di Roberto d’Angiò per molti anni nelle guerre in Sicilia e per questi motivi ricevette ulteriori titoli e terre. Ma la guerra non era combattuta solo sul campo siciliano poiché era quella contro gli aragonesi che, in quel periodo astorico, preoccupava maggiormente gli angioini. Pertanto, nell’aprile del 1329 il re convocò a Napoli tutti i signori del Regno, compreso Marzano, per dividerli in tutto il regno e difendere i suoi confini. Tommaso Marzano, che in quel periodo fu economicamente danneggiato dal fallimento dei banchieri Scala, fu richiamato dalla Sicilia e inviato presso il duca di Calabria per combattere insieme ai fiorentini.
Nel 1330, quando salì al trono del Regno la regina Giovanna, Tommaso Marzano si ritirò a vita privata: decise di lasciare le armi. In quel periodo si dedicò allo spirito e contribuì economicamente all’edificazione del monastero di S. Maria di Capua, andando l’anno successivo a viverci insieme ai monaci benedettini. Morì proprio in quei territori.